# Бонґарт (Хелмінський повіт)
Бонґарт (пол. Bągart, нім. Baumgart) — село в Польщі, у гміні Києво-Крулевське Хелмінського повіту Куявсько-Поморського воєводства.
Населення — 175 осіб (2011).
У 1975-1998 роках село належало до Торунського воєводства.

## Демографія
Демографічна структура станом на 31 березня 2011 року:
|          | Загалом | Допрацездатний вік | Працездатний вік | Постпрацездатний вік |
| -------- | ------- | ------------------ | ---------------- | -------------------- |
| Чоловіки | 86      | 27                 | 50               | 9                    |
| Жінки    | 89      | 24                 | 51               | 14                   |
| Разом    | 175     | 51                 | 101              | 23                   |